# محمد عبد المطلب مصطفى
محمد عبد المطلب مصطفى هو أديب وكاتب وناقد وأستاذ جامعي مصري وُلد في مدينة المنصورة في مصر عام 1937م، وهو حاصل على جائزة الملك فيصل في اللغة العربية والأدب تقديراً لإنجازاته في مجال التحليل التطبيقي للنصوص الشعرية.

## المسيرة المهنية
حصل على شهادة البكالوريوس من جامعة القاهرة عام 1964، وفي عام 1973 نال شهادة الماجستير في النقد والبلاغة من كلية دار العلوم في القاهرة، ثم أعقبها بشهادة الدكتوراه في نفس الاختصاص عام 1978. عمل أستاذًا في النقد والبلاغة في كلية الآداب في جامعة عين شمس، وله أكثر من ثلاثين مؤلفًا في النقد والبلاغة، وتدرج في المناصب من أستاذ مساعد عام 1986 حتى أُسندت إليه رئاسة قسم اللغة العربية في الجامعة، وهو الآن أستاذ متفرغ بكلية الآداب في جامعة عين شمس منذ عام 2007.
أشرف على عدد من رسائل الماجستير والدكتوراه، وشارك في الكثير من المؤتمرات الأدبية والثقافية في مصر والعالم العربي، وفي مجال الإعلام عمل رئيساً لتحرير عدد من الدوريات والمجلات مثل سلسلة «دراسات أدبية» التي تصدرها الهيئة العامة للكتاب في وزارة الثقافة المصرية، ومجلة «كرمة بن هانئ»، ومجلة «الأدباء» الفصلية الصادرة عن دار الأدباء، وسلسلة «أصوات أدبية» التي تصدرها وزارة الثقافة، وعمل مقرراً للجنة الشعر بالمجلس الأعلى للثقافة، وعضواً بلجنة أمناء بيت الشعر، واتحاد الكُتاب المصريين، وجمعية الأدباء، والجمعية المصرية للنقد الأدبي، ولجنة التفرغ الأدبية بالمجلس الأعلى للثقافة.

## مكانته العلمية
يعتبره بعض الأدباء أحد المؤسسين للدرس النقدي البلاغي العربي الحديث وأحد رواد إسهاماته التطبيقية، من خلال مؤلفاته (البلاغة والأسلوبية) و(البلاغة العربية.. قراءة أخرى)، و(قضايا الحداثة عند عبد القاهر الجرجاني)، و(جدلية الإفراد والتركيب في النقد العربي القديم)، و(قراءة ثانية في شعر المرئ القيس)، يأخذ برأيه في النقد ويستأنس به الكثير من الكُتّاب والمؤلفين، بل إن كتبه ومؤلفاته تُعتبر من المراجع لدى الكُتّاب والمؤلفين، ويُذكر أن حصوله على جائزة الملك فيصل كان (تقديراً لإنجازاته في مجال التحليل التطبيقي للنصوص الشعرية؛ إذ درس النصوص بكفاءة واقتدار موائماً بين معرفة عميقة بالتراث والنظريات الأدبية الحديثة).

## مؤلفاته
ألّف خلال مسيرته العلمية نحو ثلاثين كتاباً وله العديد من البحوث والمقالات المنشورة في المجلات العربية، تناول فيها التراث والحداثة في الشعر والنقد والبلاغة واللغة والثقافة؛ وممّا يُحسب له إنجازاته في مجال التحليل التطبيقي للنصوص الشعرية ودراستها بكفاءة في ضوء معرفته بالتراث والنظريات الأدبية الحديثة. وتشمل مؤلفاته:
1. اتجاهات النقد والبلاغة في القرنين السابع والثامن الهجريين: دار الأندلس، لبنان 1982.
2. دراسات في النقد القديم: مكتبة الحرية، 1982.
3. جدلية الإفراد والتركيب في النقد العربي القديم: مكتبة الحرية، 1983.
4. أسلوبية البلاغة: مكتبة الشباب، 1983.
5. البلاغة والأسلوبية: الهيئة المصرية العامة للكتاب 1984.
6. قراءة ثانية في شعر امرئ القيس: مكتبة الحرية 1986.
7. العلامة والعلامية: الوطن العربي، لبنان 1989.
8. قضايا الحداثة عند عبد القاهر الجرجاني: لونجمان، 1990.
9. عز الدين إسماعيل ناقدا: الهيئة المصرية العامة للكتاب، 1990.
10. بناء الأسلوب في شعر الحداثة: دار المعارف، مصر 1993.
11. تقابلات الحداثة في شعر السبعينات: قصور الثقافة، 1994.
12. قراءات أسلوبية في الشعر الحديث: الهيئة المصرية العامة للكتاب، 1994.
13. مناورات الشعرية: دار الشروق، 1996.
14. هكذا تكلم النص: الهيئة المصرية العامة للكتاب، 1997.
15. البلاغة العربية قراءة أخرى: لونجمان، 1998.
16. النص المشكل: الهيئة العامة لقصور الثقافة، 1999.
17. بلاغة السرد: الهيئة العامة لقصور الثقافة، 2001.
18. كتاب الشعر: لونجمان، 2002.
19. ذاكرة النقد الأدبي: الهيئة العامة لقصور الثقافة 2003.
20. الشاعر والتجربة: المجلس الأعلى للثقافة 2003.
21. بلاغة السرد النسوي: الهيئة العامة لقصور الثقافة 2007.
22. شوقي وحافظ في مرآة النقد: المجلس الأعلى للثقافة 2007.
23. جمع وتدقيق ديوان شوقي (الشوقيات): المجلس الأعلى للثقافة، 2007.
24. سلطة الشعر: الهيئة المصرية العامة للكتاب، 2008.
25. شعراء السبعينيات وفوضاهم الخلاقة: المجلس الأعلى للثقافة، 2009.
26. الأعلام الذهبية: دار الكتب والوثائق المصرية، 2013.
27. القراءة الثقافية: المجلس الأعلى للثقافة 2013.
28. اللغة والهوية: دائرة الثقافة والإعلام، الشارقة 2015.
29. قراءات في اللغة والأدب والثقافة: دار المعارف، مصر 2015.[2]

## الجوائز والتكريم
حصل على كثير من الجوائز المصريّة والعربية والفرنسيّة، منها:
1. جائزة البحوث الممتازة من جامعة عين شمس عام 1986م.
2. جائزة مؤسسة البابطين في النقد العربي عام 1991م.
3. جائزة مؤسسة يماني في نقد الشعر عام 1994م.
4. وسام فارس من الحكومة الفرنسية عام 1997م.
5. جائزة جامعة عين شمس التقديرية عام 2007م.
6. وجائزة اتحاد الكتاب عام 2009م.[1]

## روابط خارجية
- حوار مع الدكتور محمد عبد المطلب مصطفى